# Micranthes manchuriensis
Micranthes manchuriensis är en stenbräckeväxtart som först beskrevs av Adolf Engler, och fick sitt nu gällande namn av Gornall och H.Ohba. Micranthes manchuriensis ingår i släktet rosettbräckor, och familjen stenbräckeväxter. Inga underarter finns listade i Catalogue of Life.